# Peter Hricko (fotbalista)
Peter Hricko (* 25. července 1981, Margecany, Československo) je slovenský fotbalový obránce, který od roku 2011 působí v klubu TJ OFC Gabčíkovo.

## Klubová kariéra
Dříve působil na Slovensku v klubech 1. FC Tatran Prešov (1999–2000), ZŤS Martin (2000–2001), HFC Humenné (2002 a 2007–2008), FK Matador Púchov (2002–2006). V sezóně 2002/03 vyhrál s Púchovem Slovenský fotbalový pohár , ve finále Púchov porazil Slovan Bratislava 2:1. Zahrál si i v Poháru UEFA proti španělskému velkoklubu FC Barcelona. V roce 2002 krátce působil v norském klubu FK Sparta Sarpsborg.
V letech 2008–2011 působil v polském klubu Polonia Bytom, z něhož přestoupil v roce 2011 do druholigového mužstva Pogoń Szczecin. S ním v sezóně 2011/12 vybojoval postup do Ekstraklasy. Z Pogońe odešel po skončení sezóny 2012/13. Našel si angažmá v TJ OFC Gabčíkovo (4. slovenská liga).

## Reprezentační kariéra
Působil i ve slovenském reprezentačním výběru do 21 let pod trenérem Mikulášem Komanickým. Poslední zápas za U21 odehrál 30. dubna 2003 proti řecké jedenadvacítce.